# Heliga apostlarna Petrus och Paulus kyrka, Aranđelovac
Heliga apostlarna Petrus och Paulus kyrka (serbisk kyrilliska: Црква Светих апостола Петра и Павла; latinska: Crkva Svetih apostola Petra i Pavla; kyrkslaviska: Це́рковь Свѧты́хъ Апостлавъ Петра̀ и҆ Па́вла) är en serbisk-ortodox kyrkobyggnad belägen i staden och kommunen Aranđelovac i regionen Šumadija, i centrala Serbien.
Kyrkan är helgad åt apostlarna Petrus och Paulus och tillhör Šumadijas stift.

## Historik
Heliga apostlarna Petrus och Paulus kyrka i Aranđelovac byggdes år 2004.

## Bilder

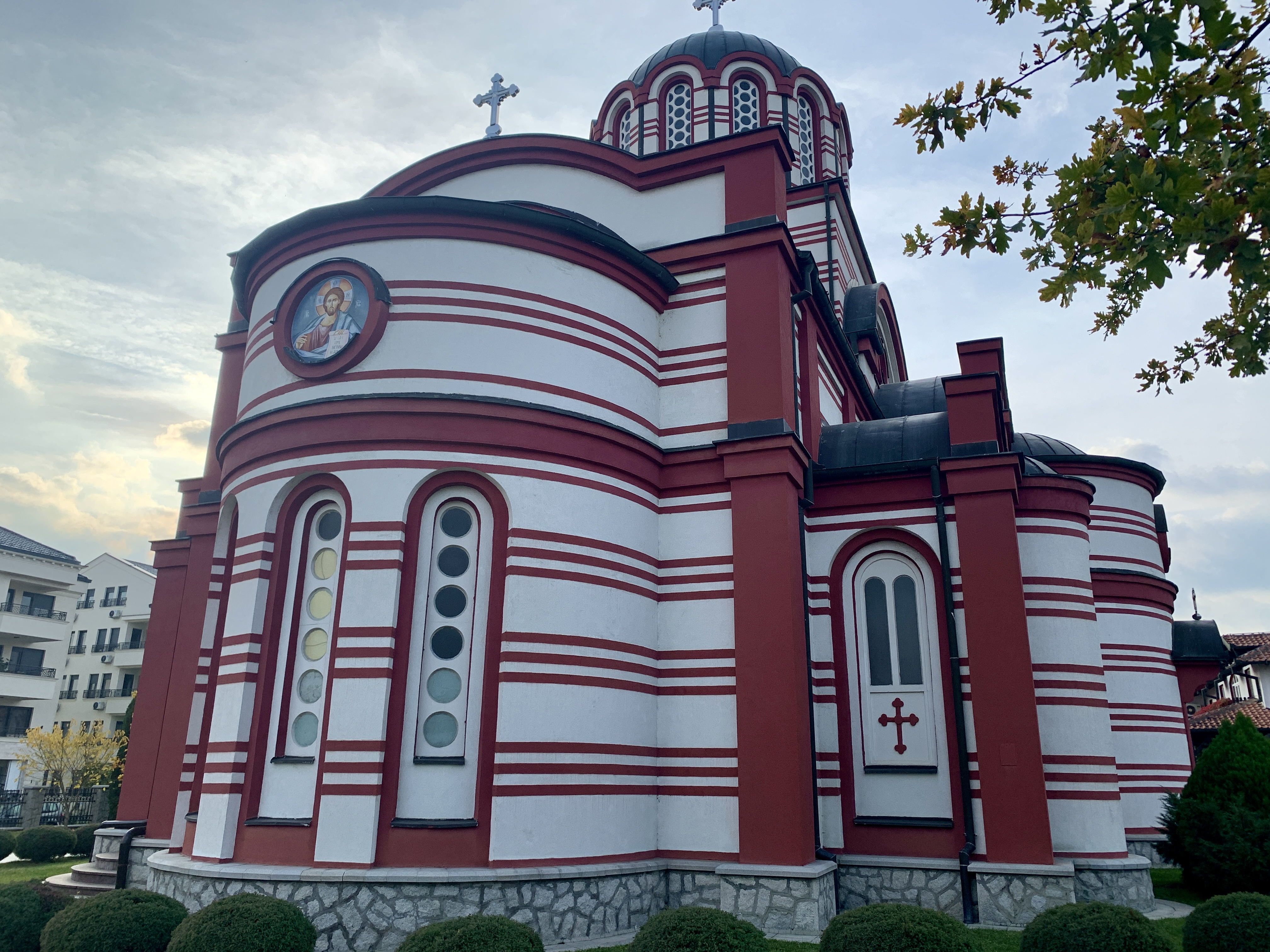
Absiden.
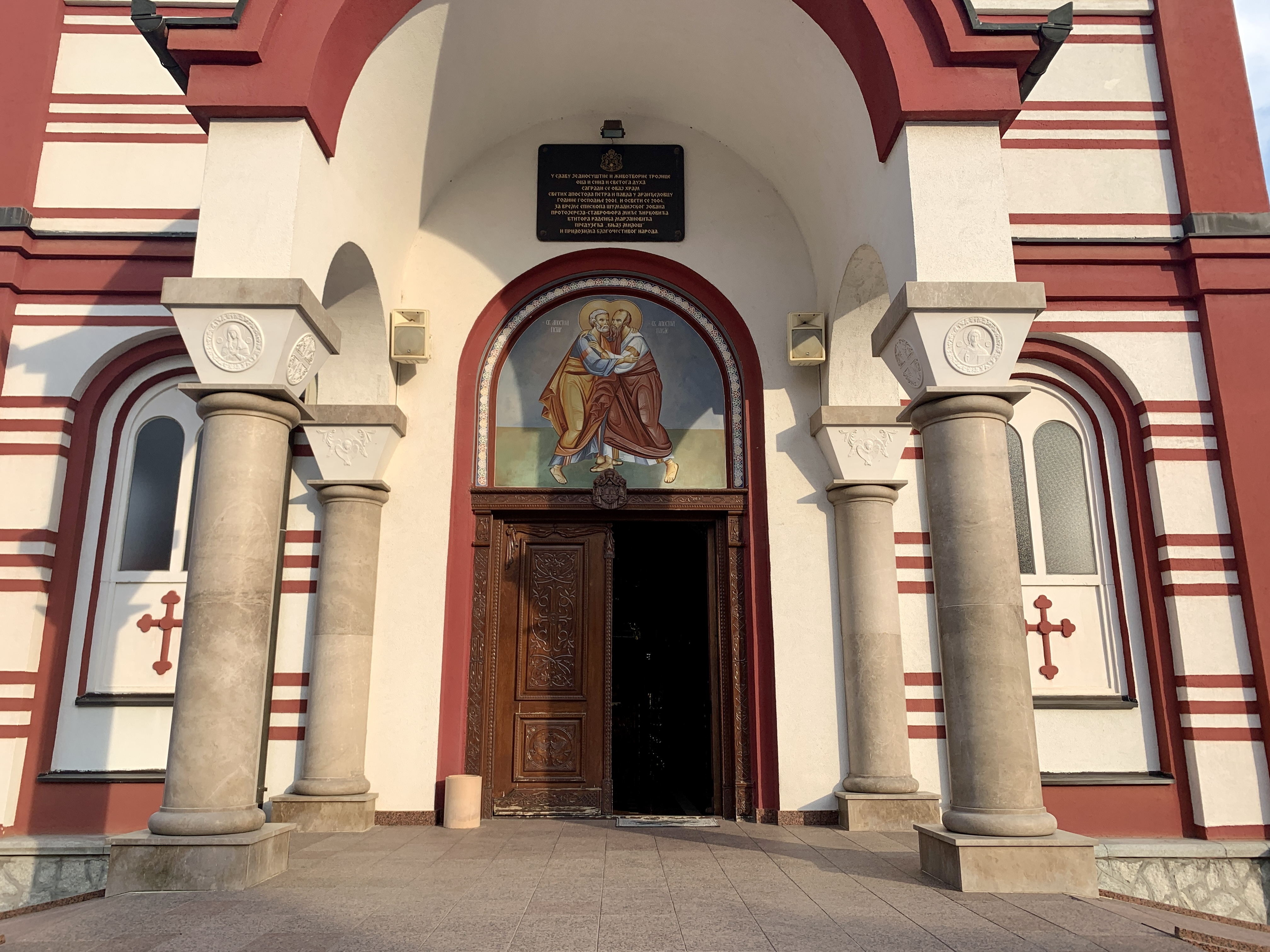
Entrén.
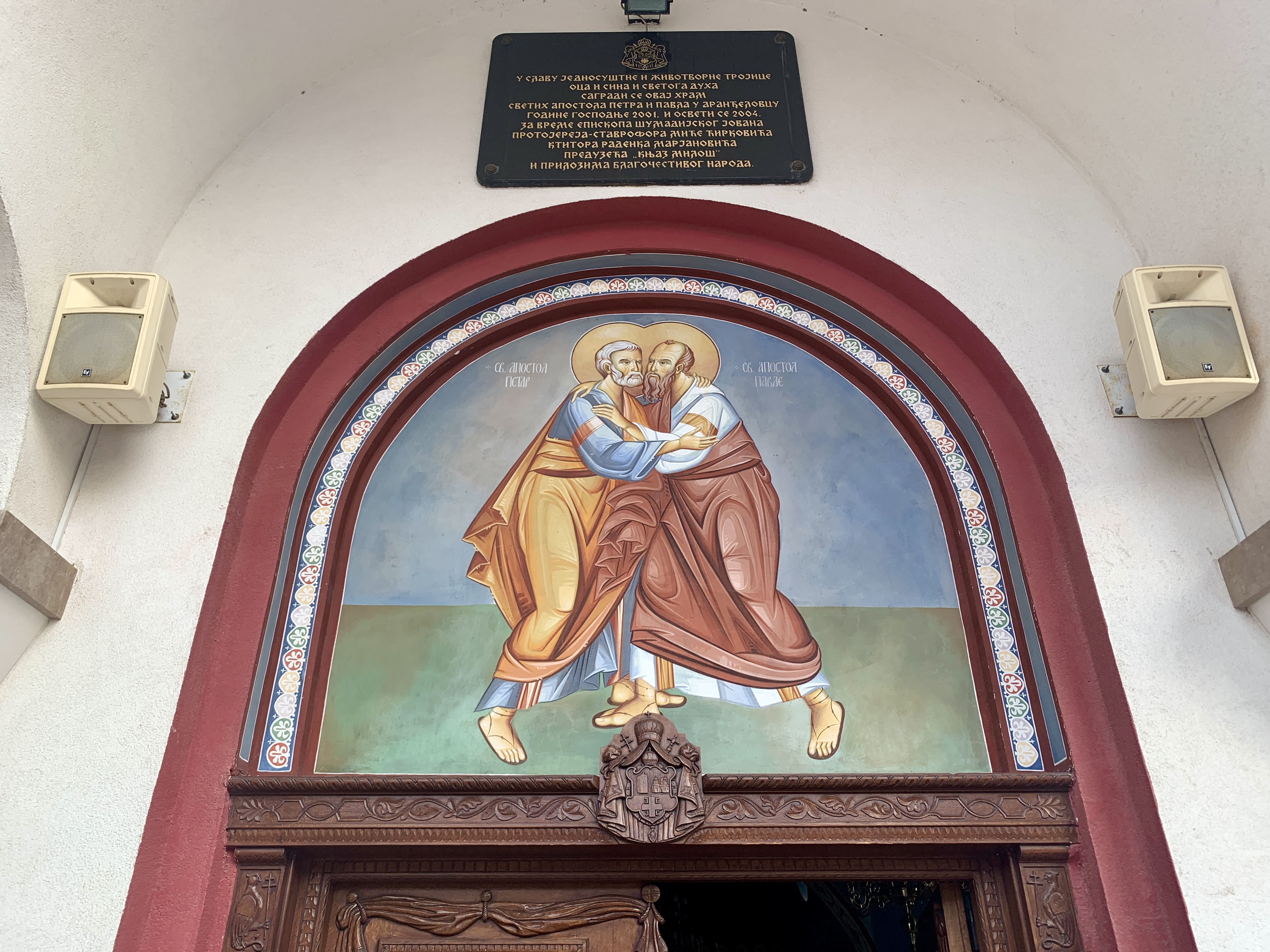
Petrus och Paulus avbildade ovanför entrén.
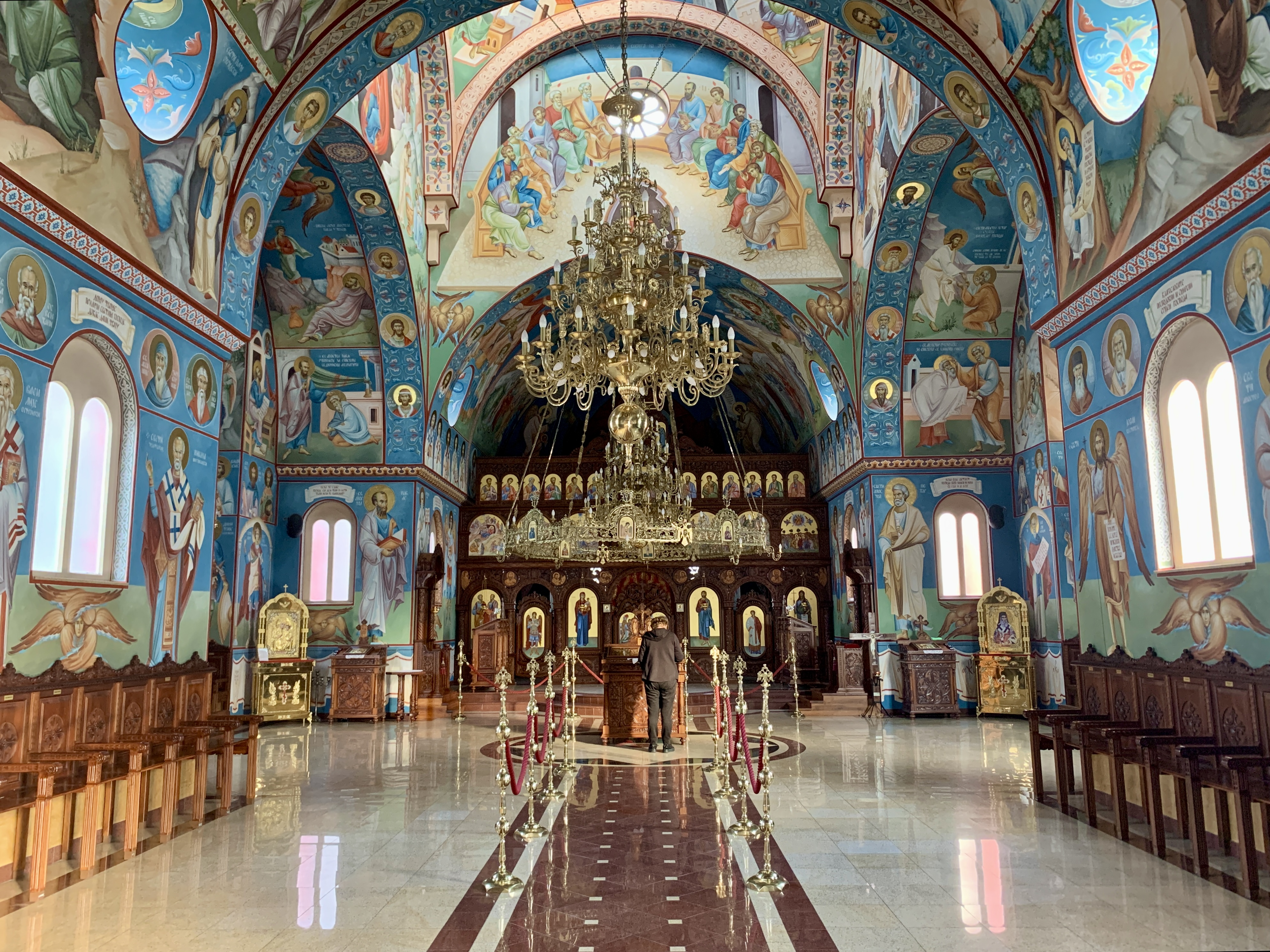
Kyrkans interiör mot ikonostasen.
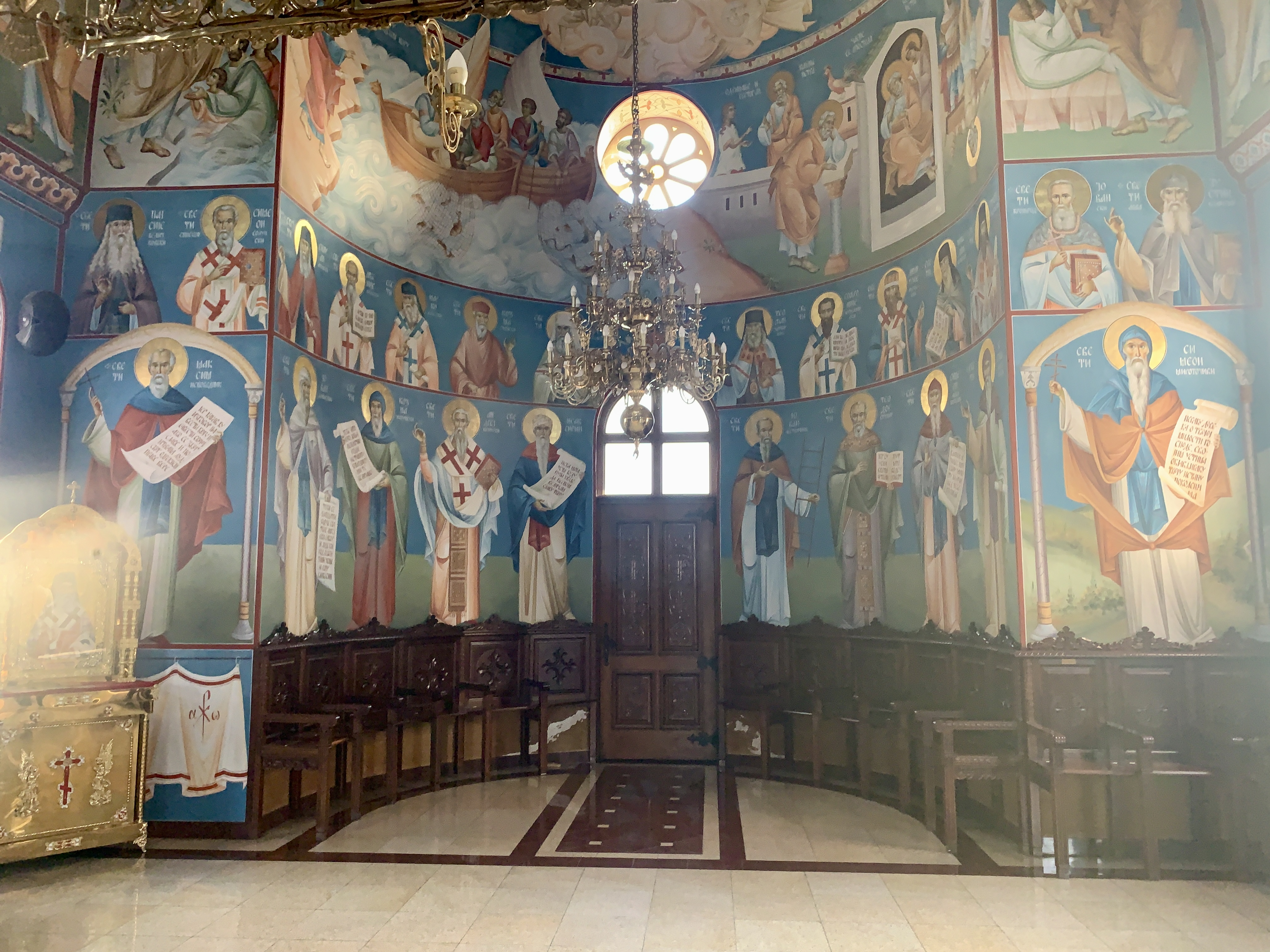
Interiören.
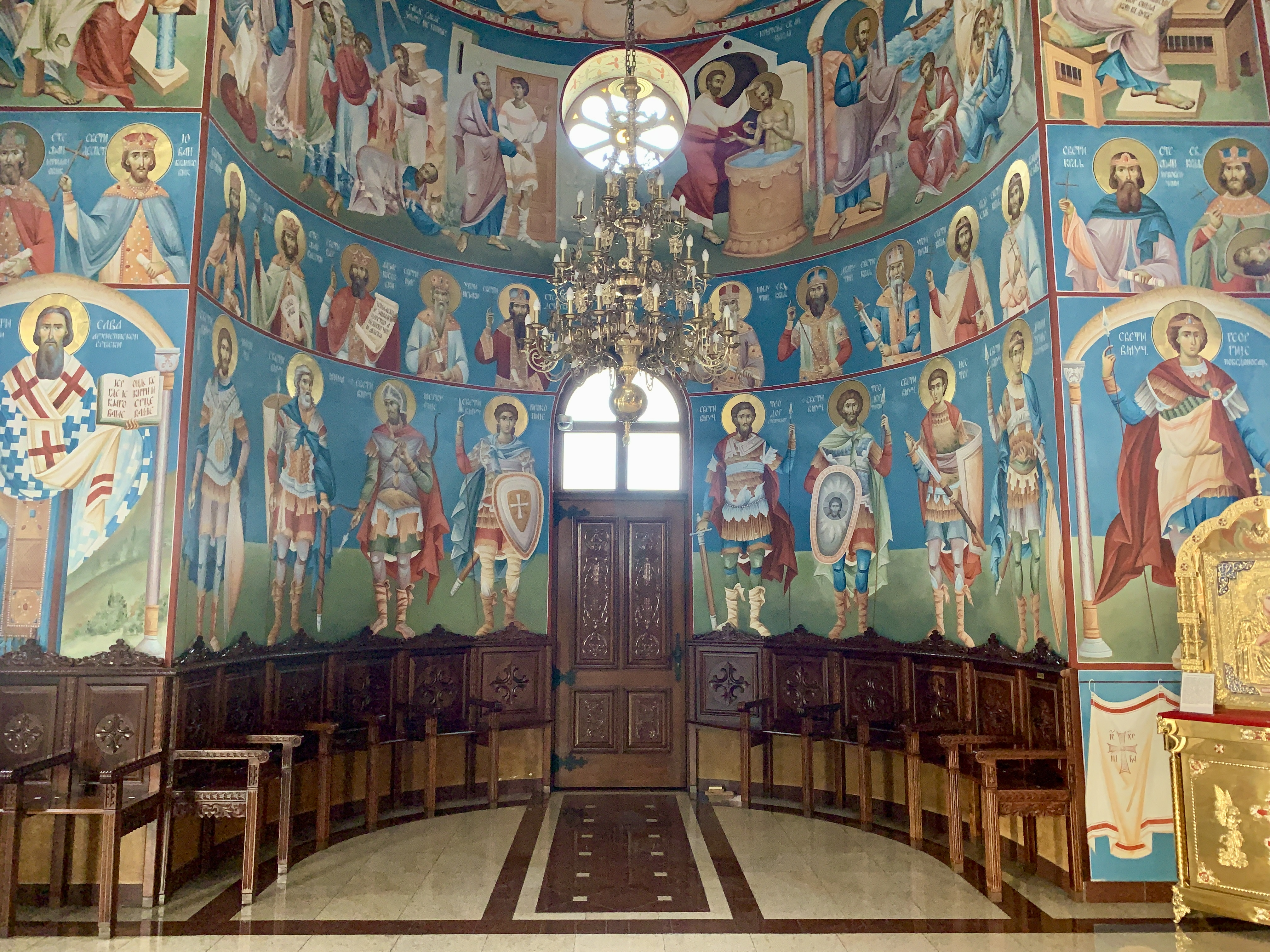
Interiören.
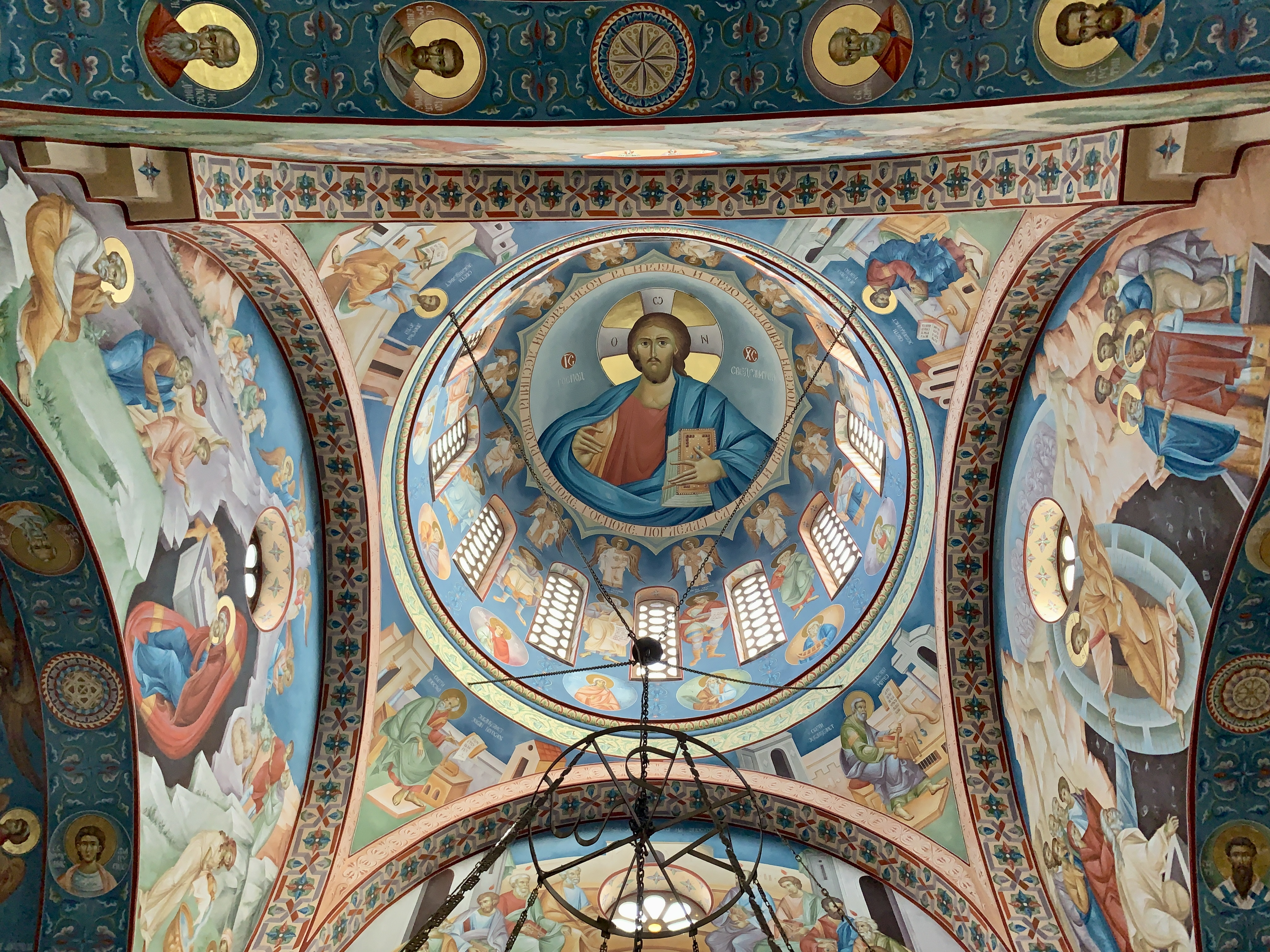
Kupolen inifrån, där Kristus pantokrator är avbildad.
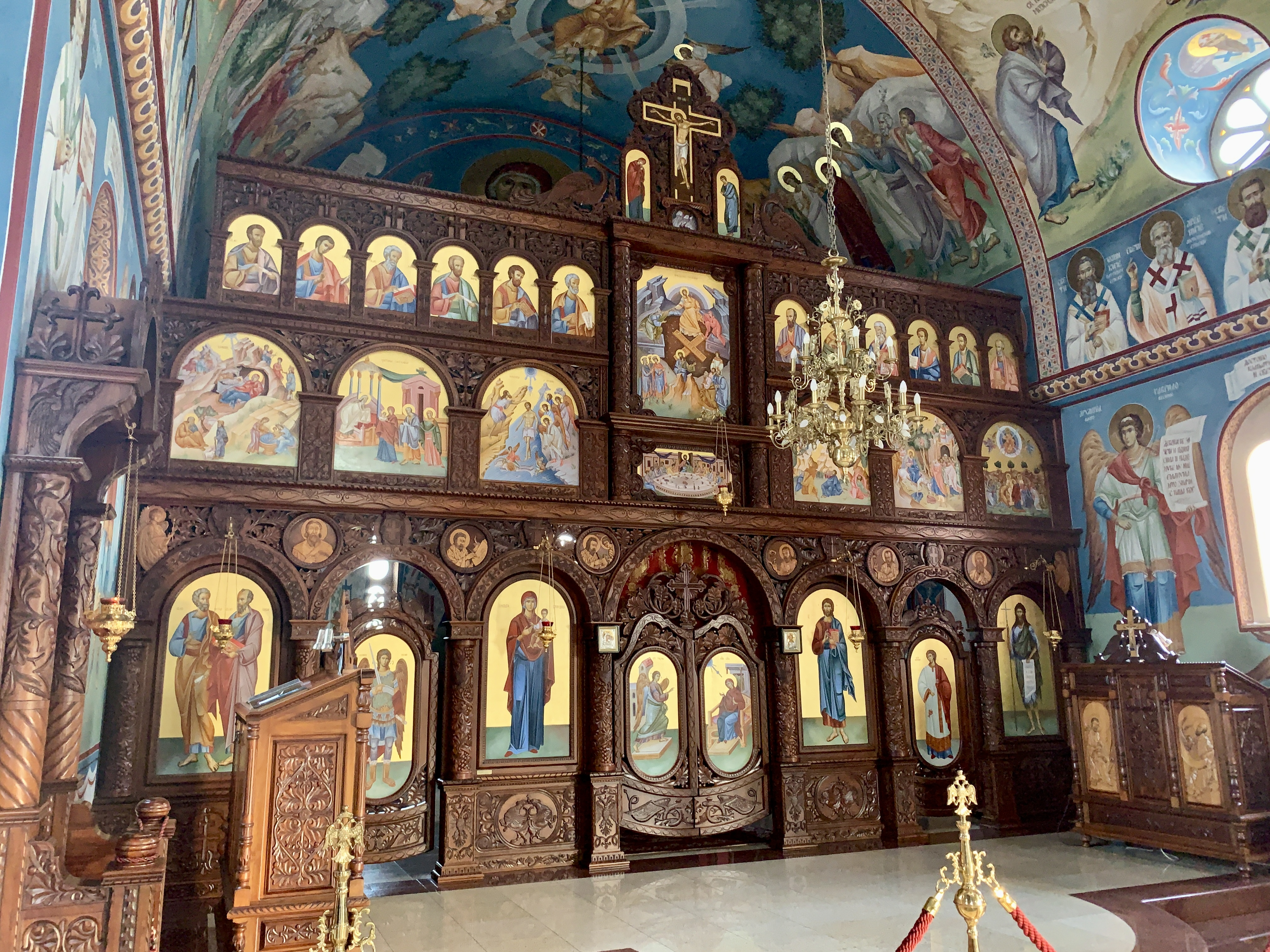
Ikonostasen.